# Henry Brand, II visconte Hampden
Henry Robert Brand, II visconte Hampden e XXIV barone Dacre (Devonport, 2 maggio 1841 – Londra, 22 novembre 1906) è stato un politico inglese.

## Biografia
Era il figlio di Henry Brand, I visconte Hampden, e di sua moglie, Eliza Ellice. Studiò presso la Rugby School.
Successe al padre il 14 marzo 1892.

## Carriera
Hampden era un deputato per Hertfordshire (1868-1873) e per Stroud (1880-1886). Arrivò a Sydney, il 21 novembre 1895 ed è stato un periodo tranquillo come Governatore del Nuovo Galles del Sud. Si dimise dalla carica prima della conclusione del suo mandato prevista per il 1 marzo 1899. È stato il penultimo governatore del Nuovo Galles del Sud.

## Matrimoni

### Primo Matrimonio
Sposò, il 21 gennaio 1864, Victoria Alexandrina Leopoldine van de Weyer (?-20 luglio 1865), figlia di Jean van de Weyer. Non ebbero figli.

### Secondo Matrimonio
Sposò, il 14 aprile 1868, Susan Henrietta Cavendish (29 luglio 1846-16 ottobre 1909), figlia di Lord George Cavendish. Ebbero nove figli:
- Thomas Brand, III visconte Hampden (29 gennaio 1869-4 settembre 1958);
- Sir Hubert George Brand (20 maggio 1870-14 dicembre 1955), sposò Norah Conyngham Greene, ebbero due figlie;
- Richard Brand (8 agosto 1871-18 gennaio 1880);
- Margaret Brand (1873-27 settembre 1948), sposò Algernon Ferguson, ebbero cinque figli;
- Alice Brand (1877-11 luglio 1945);
- Dorothy Louisa Brand (1878-21 luglio 1958), sposò Percy Feilden, ebbero tre figli;
- Robert Brand, I barone Brand (30 ottobre 1878-23 agosto 1963), sposò Phyllis Langhorne, ebbero tre figli;
- Roger Brand (23 novembre 1880-23 ottobre 1945), sposò Muriel Hectorina Lilian Montgomery, ebbero una figlia;
- Geoffrey Brand (3 ottobre 1885-25 febbraio 1899).

## Morte
Morì il 22 novembre 1906 a Londra.

## Ascendenza
|                                  |                  |                                     | Genitori                          |  |  | Nonni |  |  | Bisnonni     |  |  | Trisnonni    |  |
|                                  |                  |                                     |                                   |  |  |       |  |  | Thomas Brand |  |  | Thomas Brand |  |
|                                  |                  |                                     |                                   |  |  |       |  |  | Thomas Brand |  |  | Thomas Brand |  |
|                                  |                  | Caroline Pierrepont                 |                                   |  |  |       |  |  | Thomas Brand |  |  |              |  |
| Henry Trevor, XXI barone Dacre   |                  |                                     |                                   |  |  |       |  |  | Thomas Brand |  |  |              |  |
|                                  |                  | Gertrude Roper, XIX baronessa Dacre | Charles Roper                     |  |  |       |  |  |              |  |  |              |  |
|                                  |                  | Gertrude Roper, XIX baronessa Dacre | Charles Roper                     |  |  |       |  |  |              |  |  |              |  |
|                                  |                  | Gertrude Roper, XIX baronessa Dacre | Gertrude Trevor                   |  |  |       |  |  |              |  |  |              |  |
| Henry Brand, I visconte Hampden  |                  | Gertrude Roper, XIX baronessa Dacre |                                   |  |  |       |  |  |              |  |  |              |  |
|                                  |                  | Maurice Crosbie                     | Maurice Crosbie, I barone Brandon |  |  |       |  |  |              |  |  |              |  |
|                                  |                  | Maurice Crosbie                     | Maurice Crosbie, I barone Brandon |  |  |       |  |  |              |  |  |              |  |
|                                  |                  | Maurice Crosbie                     | Elizabeth Anne FitzMaurice        |  |  |       |  |  |              |  |  |              |  |
| Pyne Crosbie                     |                  | Maurice Crosbie                     |                                   |  |  |       |  |  |              |  |  |              |  |
|                                  |                  | Pyne Cavendish                      | Henry Cavendish, I baronetto      |  |  |       |  |  |              |  |  |              |  |
|                                  |                  | Pyne Cavendish                      | Henry Cavendish, I baronetto      |  |  |       |  |  |              |  |  |              |  |
|                                  |                  | Pyne Cavendish                      | Anne Pyne                         |  |  |       |  |  |              |  |  |              |  |
| Henry Brand, II visconte Hampden |                  | Pyne Cavendish                      |                                   |  |  |       |  |  |              |  |  |              |  |
|                                  | Alexander Ellice | William Ellice                      |                                   |  |  |       |  |  |              |  |  |              |  |
|                                  | Alexander Ellice | William Ellice                      |                                   |  |  |       |  |  |              |  |  |              |  |
|                                  | Alexander Ellice | Mary Simpson                        |                                   |  |  |       |  |  |              |  |  |              |  |
| Robert Ellice                    | Alexander Ellice |                                     |                                   |  |  |       |  |  |              |  |  |              |  |
|                                  |                  | Ann Russell                         | …                                 |  |  |       |  |  |              |  |  |              |  |
|                                  |                  | Ann Russell                         | …                                 |  |  |       |  |  |              |  |  |              |  |
|                                  |                  | Ann Russell                         | …                                 |  |  |       |  |  |              |  |  |              |  |
| Eliza Ellice                     |                  | Ann Russell                         |                                   |  |  |       |  |  |              |  |  |              |  |
|                                  |                  | Charles Grey, II conte Grey         | Charles Grey, I conte Grey        |  |  |       |  |  |              |  |  |              |  |
|                                  |                  | Charles Grey, II conte Grey         | Charles Grey, I conte Grey        |  |  |       |  |  |              |  |  |              |  |
|                                  |                  | Charles Grey, II conte Grey         | Elizabeth Grey                    |  |  |       |  |  |              |  |  |              |  |
| Eliza Courtney                   |                  | Charles Grey, II conte Grey         |                                   |  |  |       |  |  |              |  |  |              |  |
|                                  |                  | Georgiana Spencer                   | John Spencer, I conte Spencer     |  |  |       |  |  |              |  |  |              |  |
|                                  |                  | Georgiana Spencer                   | John Spencer, I conte Spencer     |  |  |       |  |  |              |  |  |              |  |
|                                  |                  | Georgiana Spencer                   | Margaret Poyntz                   |  |  |       |  |  |              |  |  |              |  |
|                                  |                  | Georgiana Spencer                   |                                   |  |  |       |  |  |              |  |  |              |  |